# ドッグフーディング
ドッグフーディング (英: dogfooding) または「自社のドッグフードを食べる」「ドッグフードする」(Eating your own dog food、Drinking your own champagneとも言う)は、コンピュータ業界において、自社製品を開発して利用する組織の習慣で、組織が実際の使用法で日々自分たちで製品を利用しながら製品テストを行うことである。日本語では単に「ドッグフード」ということもある。そのため、ドッグフーディングは品質管理として機能し、開発者自身による製品の自信を表す証言広告となる。尚、日本企業では自社実践(じしゃじっせん)という言葉が相当する意味の言葉として使われている。

## 実際の使用法
ドッグフードをすることで、従業員は実際の状況で自社製品をテストすることができる。これにより経営陣は発売前に、製品がどのように使用され評価されるかを感じることができる。ソフトウェア開発では、ドッグフードは単体テストや結合テストなど複数の段階で行う可能性がある。これによりソフトウェアがリリースされる前にいくつかの検証が可能になる。そして、特に複数の開発チームが同じ製品を共同開発している場合に、潜在的な不整合や依存関係の問題を積極的に発見して解決することができる。

## 用語の由来
由来には諸説ある。2006年に、IEEEソフトウェアの編集者は、1970年代のAlpoドッグフードのテレビ広告で、俳優のローン・グリーンが彼自身の犬にAlpoを与えていると言っていたことに由来する可能性があると指摘した。彼が覚えているもう一つの考えられる起源は、株主総会でドッグフード缶を食べろと言われたカルカンペットフードの社長の話である。 
1988年には、当時マイクロソフトの部門長であったポール・マリッツが、Microsoft LANマネージャーのテストマネージャだったブライアン・バレンタインに「Eating our own Dogfood (自分のドッグフードを食べろ)」という件名のメールを送り、自社製品の社内利用率を上げるように指示した。そこから、この用語が会社全体に広がった。 
1991年2月に当時Windows NTを開発していたデヴィッド・カトラーがドッグフーディングを主張した件はパスカル・ザカリーの1994年の本「Showstopper! (邦題: 闘うプログラマー)」に記載がある。マイクロソフトはNTの開発途中版のデイリービルド上でオペレーティングシステムを開発していき、最初はテキストのみ、そしてグラフィックス機能を実装し、最終的にネットワーク機能も実装した。

## 例
1980年2月には、Apple Computer社長のマイケル・スコットは、「即日有効!! 今後タイプライターを購入、レンタルしてはならない。タイプライターは時代遅れだということをお客様に納得させる前に、社内で証明しよう。」 というメモを書いた。彼は1981年1月1日までにすべてのタイプライターを会社から排除するという目標を設定した。 
1987年までに、アタリ社は全社でAtari STを利用していた。 
マイクロソフトでのWindows NTの開発には、200人を超える開発者が小規模なチームに分かれて関与していたが、1991年2月のデヴィッド・カトラーによるドッグフードの主張によってまとめられた。 マイクロソフトでは、NT開発途中版デイリービルドを実行しているコンピューターでオペレーティングシステムを開発した。最初はクラッシュしがちであったが、ビルドを失敗させるコード、プライドの喪失、他の人の作業を妨げたことの即時フィードバックが強力な原動力となった 。 Windows開発チームは通常、初期（アルファ）ビルドからWindowsをドッグフードまたはセルフホストするが、残りの従業員は、MSDNサブスクライバーも利用できるより安定したベータビルドから開始する。 